# さよならママ
『さよならママ』は、1987年3月2日 - 4月17日にTBS「花王 愛の劇場」枠にて放送された昼ドラマである。
このドラマで当時間枠の16mmフィルムを用いたフィルム撮影による制作ドラマは本作を以て最後となった。以後はすべてVTR制作のドラマとなった。

## キャスト
- 平淑恵
- 山本圭
- 茅島成美
- 風見章子
- 木田三千雄
- 南条弘二
- 畑中葉子
- 渋谷哲平
- 井村翔子
- 富田晋寛
- 坂本美舟
- 露原千草
- 小島敏彦
- 市川靖子
- 藤江リカ

## スタッフ
- 原作 - 市川森一『グッドバイ・ママ』
- 監督 - 杉村六郎、中山三雄
- 脚本 - 香取俊介
- 制作 - TBS、国際放映、